# نيت بول
نيت بول (بالإنجليزية: Nate Poole)‏ هو لاعب كرة قدم أمريكية أمريكي، ولد في 1 فبراير 1977 في دانفيل في الولايات المتحدة.

## وصلات خارجية
- نيت بول على موقع كلية كرة السلة في سبورتس رفرنس.كوم (الإنجليزية)
- نيت بول على موقع مرجع كرة القدم المحترفة.كوم (الإنجليزية)